# Hansjörg Walter

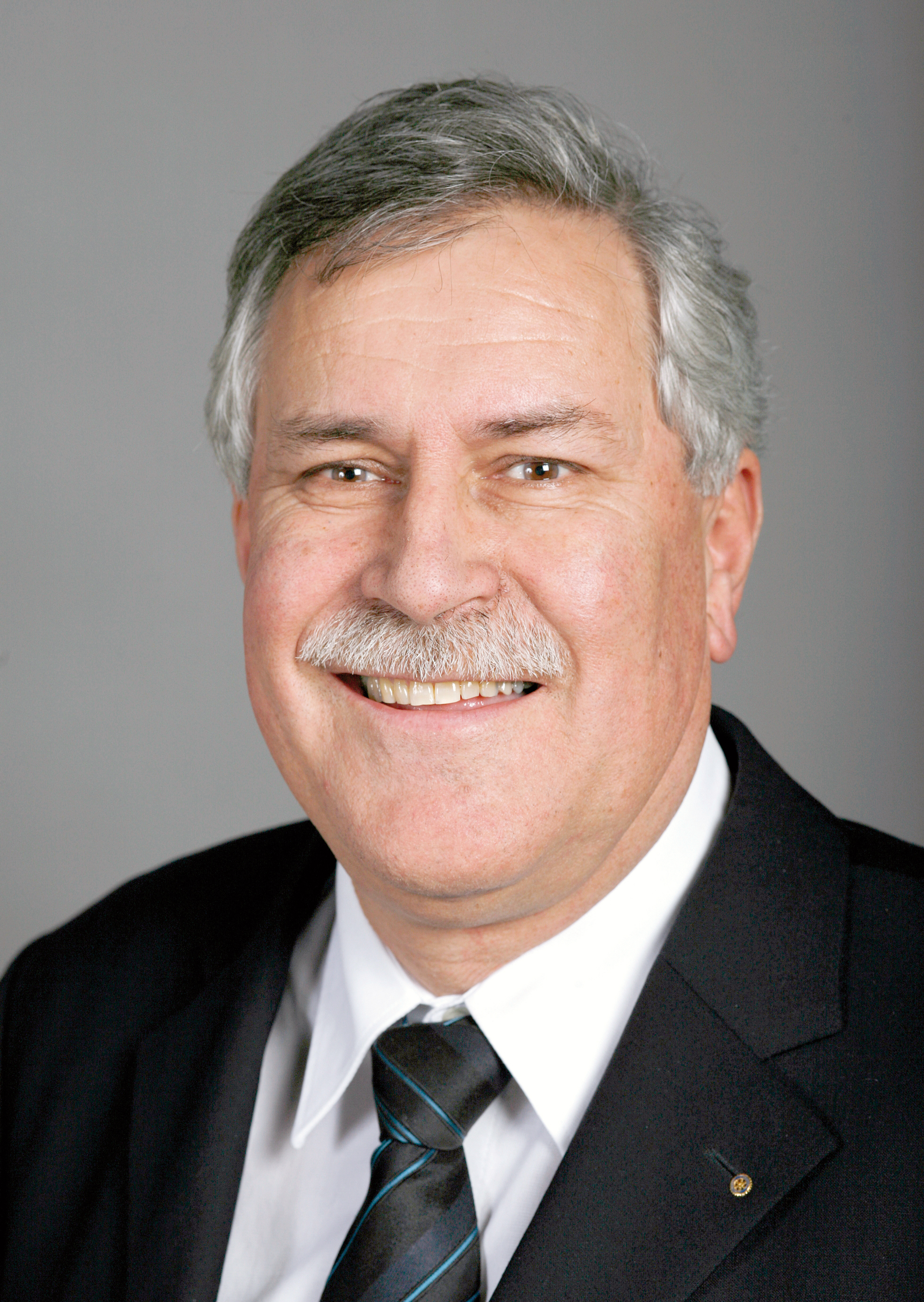
Hansjörg Walter (2007)

Hansjörg Walter (* 5. Februar 1951 in Frauenfeld) ist ein Schweizer ehemaliger Politiker (SVP) und Landwirt. Er war von 2000 bis 2012 Präsident des Schweizerischen Bauernverbandes. Im Amtsjahr 2011/12 war er Nationalratspräsident.

## Leben
Hansjörg Walter absolvierte die Landwirtschaftliche Schule Strickhof im Kanton Zürich und machte diverse Weiterbildungen im landwirtschaftlichen sowie im kaufmännischen Bereich. Seit 1983 ist er Meisterlandwirt und übernahm 1985 von seinen Eltern den «Greuthof» bei Wängi. Er ist verheiratet und hat drei erwachsene Kinder.
Seine politische Karriere startete er 1985 als Vizepräsident der Volksschule Wängi, die er von 1993 bis 2000 präsidierte. Von 1995 bis 2002 war er Gemeinderat in Wängi, und 1992 wurde er in den Grossen Rat gewählt. Bei den Schweizer Parlamentswahlen 1999 wurde er in den Nationalrat gewählt und trat als Kantonsrat zurück. Bei den Parlamentswahlen 2003, 2007, 2011 und 2015 wurde er jeweils mit den zweitmeisten Stimmen auf der Thurgauer SVP-Liste wiedergewählt.
Im Dezember 2008 wurde Hansjörg Walter bei der Bundesratswahl als Sprengkandidat portiert. Er unterlag im dritten Wahlgang mit nur einer Stimme dem offiziellen SVP-Kandidaten Ueli Maurer. Aufgrund des Fraktionsdrucks seiner Partei erklärte Walter vor dem 1. Wahlgang, er würde eine allfällige Wahl ablehnen. 2009 wurde Walter mit dem Agro-Star Suisse ausgezeichnet. Am 5. Dezember 2011 wurde Walter zum Nationalratspräsidenten für das Parlamentsjahr 2011/2012 gewählt. Seine Nachfolgerin im Parlamentsjahr 2012/2013 wurde Maya Graf (GPS), die ebenfalls Landwirtin ist.
Infolge des Rückzugs der Kandidatur Bruno Zuppigers für einen Sitz im Bundesrat wurde Walter von der SVP als Kandidat für die Bundesratswahlen vom 14. Dezember 2011 nominiert. Nachdem Walter im Wahlgang gegen die amtierende Bundesrätin Eveline Widmer-Schlumpf erfolglos geblieben war, trat er in den folgenden Wahlgängen nicht mehr an.
Von 2000 bis 2012 war Walter Präsident des Schweizerischen Bauernverbandes. Sein Nachfolger wurde Markus Ritter.
Im November 2017 trat er als Nationalrat zurück, nachgerückt für ihn ist Diana Gutjahr.